# Острецово (Фировский район)
Острецово — деревня в Фировском районе Тверской области. Входит в состав Великооктябрьского сельского поселения.
Находится в 12 километрах к юго-востоку от районного центра посёлка Фирово, на берегу реки Цны.
Население по переписи 2010 года — 20 человек.

## История
Входила в состав Стакропасонской волости Вышневолоцкого уезда.
В 1859 году в деревне 9 дворов, 102 жителя. По данным 1886 года в деревне 26 дворов, 132 жителя.